# Calanoida
Calanoida é uma ordem de copépodes, um dos principais grupos do zooplâncton marinho e limnético. É composta por 46 famílias e cerca de duas mil espécies, quer marinhas quer de água doce. Os calanóides são importantes em muitas cadeias alimentares, recolhendo a energia do fitoplâncton e disponibilizando-a depois para os níveis tróficos superiores (muitos invertebrados, peixes, aves e mamíferos). Eles são a forma predominante de zooplâncton em muitas regiões do mundo, com amostras de plâncton contendo de 55% a 95% de calanoides em sua composição. Muitos peixes com importância comercial dependem destes animais para a sua dieta, consumindo desde seus filhotes - conhecidos como náuplios e copepoditos até os adultos. Algumas espécies de baleias e aves marinhas consomem calanóides dos géneros Calanus e Neocalanus.

## Classificação
Calanoida contém as seguintes famílias, e o gênero Microdisseta, atualmente considerado incertae sedis.
- Acartiidae
- Aetideidae
- Arctokonstantinidae
- Arietellidae
- Augaptilidae
- Bathypontiidae
- Boholinidae
- Calanidae
- Calocalanidae
- Candaciidae
- Centropagidae
- Clausocalanidae
- Diaixidae
- Diaptomidae
- Discoidae
- Epacteriscidae
- Eucalanidae
- Euchaetidae
- Fosshageniidae
- Heterorhabdidae
- Hyperbionychidae
- Lucicutiidae
- Mecynoceridae
- Megacalanidae
- Mesaiokeratidae
- Metridinidae
- Nullosetigeridae
- Paracalanidae
- Parapontellidae
- Parkiidae
- Phaennidae
- Phyllopodidae
- Pontellidae
- Pseudocyclopidae
- Pseudocyclopiidae
- Pseudodiaptomidae
- Ridgewayiidae
- Ryocalanidae
- Scolecitrichidae
- Spinocalanidae
- Stephidae
- Subeucalanidae
- Sulcanidae
- Temoridae
- Tharybidae
- Tortanidae